# Pian San Giacomo
Pian San Giacomo (toponimo italiano; in lombardo Pian San Giacom) è una frazione di 112  abitanti del comune svizzero di Mesocco, nella regione Moesa (Canton Grigioni).

## Monumenti e luoghi d'interesse
- Cappella di San Giacomo, attestata dal 1419[3] e restaurata nel 1961: è un edificio a pianta longitudinale con campanile a vela in muratura; l'abside ha una volta a crociera, la navatella un soffitto ligneo piano di recente fattura[senza fonte].

## Geografia antropica
Fanno parte di Pian San Giacomo i nuclei di Spina, Coz, Seda, Monda, Breta, Caslei, Ghifa, Rof e Tec Mez.

## Economia
Stazione sciistica, Pian San Giacomo è attrezzato con un piccolo impianto di risalita e una pista sciistica lunga 200 m.

## Infrastrutture e trasporti
Pian San Giacomo è raggiungibile con l'autostrada A13/E43 o con la cantonale. Su richiesta a Pian San Giacomo ferma l'autopostale proveniente da Bellinzona e diretto a San Bernardino.